# Automatische koppeling
Een automatische koppeling is een type koppeling, gebruikt om treinstellen of trams aan elkaar te koppelen. Bij een automatische koppeling hoeft een rangeerder geen of minder werk te verrichten voor het aan of afkoppelen van de wagens, dan bij de traditionele schroefkoppeling. Doorgaans bevat de automatische koppeling de benodigde elektrische en pneumatische verbindingen ten behoeve van treinschakeling en doorgaand remmen, waardoor geen aparte stuurstroomkabels en/of luchtslangen nodig zijn. Een veel gebruikt type automatische koppeling is de zogenaamde Scharfenbergkoppeling.
Een vroege toepassing van (half)automatische koppelingen in Nederland was de Tomlinson-koppeling van Ohio Brass & Co, die vanaf 1923 in gebruik was bij de "Boedapester" trammotorwagens en bijwagens van de NZHTM (de "Blauwe Tram"). Deze koppelden alleen mechanisch en pneumatisch. Toen deze trams in de jaren dertig als schakeltrams gingen rijden, moesten de verbindingen tussen de stuurstroomkabels steeds met de hand worden aangebracht.   